# Seznam měn nahrazených eurem
Toto je seznam národních měn, které používaly současné členské státy eurozóny před zavedením eura. Jsou zde uvedeny i data, do kdy je možné vyměnit bankovky a mince zaniklé měny u příslušné centrální banky.

## Seznam měn nahrazených eurem
| Stát        | Měna               | Zkr. | Přepočítací koeficient k euru | Koeficient stanoven dne | Vstup do eurozóny | Lhůta na výměnu bankovek | Lhůta na výměnu mincí | Odkaz na místní centrální banku |
| ----------- | ------------------ | ---- | ----------------------------- | ----------------------- | ----------------- | ------------------------ | --------------------- | ------------------------------- |
| Belgie      | Belgický frank     | BEF  | 40,3399                       | 1998-12-31              | 1999-01-01        | bez omezení              | 2004-12-31            | BE                              |
| Estonsko    | Estonská koruna    | EEK  | 15,6466                       | 2010-07-13              | 2011-01-01        | bez omezení              | bez omezení           | EE                              |
| Finsko      | Finská marka       | FIM  | 5,94573                       | 1998-12-31              | 1999-01-01        | 2012-02-29               | 2012-02-29            | FI                              |
| Francie     | Francouzský frank  | FRF  | 6,55957                       | 1998-12-31              | 1999-01-01        | 2012-02-17               | 2005-02-17            | FR                              |
| Chorvatsko  | Chorvatská kuna    | HRK  | 7,53450                       | 2022-07-12              | 2023-01-01        | bez omezení              | 2025-12-31            | HR                              |
| Irsko       | Irská libra        | IEP  | 0,787564                      | 1998-12-31              | 1999-01-01        | bez omezení              | bez omezení           | IE                              |
| Itálie      | Italská lira       | ITL  | 1936,27                       | 1998-12-31              | 1999-01-01        | 2011-12-06               | 2011-12-06            | IT                              |
| Kypr        | Kyperská libra     | CYP  | 0,585274                      | 2007-07-10              | 2008-01-01        | 2017-12-31               | 2009-12-31            | CY                              |
| Litva       | Litevský litas     | LTL  | 3,45280                       | 2014-07-23              | 2015-01-01        | bez omezení              | bez omezení           | LT                              |
| Lotyšsko    | Lotyšský lat       | LVL  | 0,702804                      | 2013-07-09              | 2014-01-01        | bez omezení              | bez omezení           | LV                              |
| Lucembursko | Lucemburský frank  | LUF  | 40,3399                       | 1998-12-31              | 1999-01-01        | bez omezení              | 2004-12-31            | LU                              |
| Malta       | Maltská lira       | MTL  | 0,429300                      | 2007-07-10              | 2008-01-01        | 2018-01-31               | 2010-02-01            | MT                              |
| Německo     | Německá marka      | DEM  | 1,95583                       | 1998-12-31              | 1999-01-01        | bez omezení              | bez omezení           | DE                              |
| Nizozemsko  | Nizozemský gulden  | NLG  | 2,20371                       | 1998-12-31              | 1999-01-01        | 2032-01-01               | 2007-01-01            | NL                              |
| Portugalsko | Portugalské escudo | PTE  | 200,482                       | 1998-12-31              | 1999-01-01        | 2022-02-28               | 2002-12-31            | PT                              |
| Rakousko    | Rakouský šilink    | ATS  | 13,7603                       | 1998-12-31              | 1999-01-01        | bez omezení              | bez omezení           | AT                              |
| Řecko       | Řecká drachma      | GRD  | 340,750                       | 2000-06-19              | 2001-01-01        | 2012-03-01               | 2004-03-01            | GR                              |
| Slovensko   | Slovenská koruna   | SKK  | 30,1260                       | 2008-07-08              | 2009-01-01        | bez omezení              | 2014-01-02            | SK                              |
| Slovinsko   | Slovinský tolar    | SIT  | 239,640                       | 2006-07-11              | 2007-01-01        | bez omezení              | 2016-12-31            | SI                              |
| Španělsko   | Španělská peseta   | ESP  | 166,386                       | 1998-12-31              | 1999-01-01        | 2020-12-31               | 2020-12-31            | ES                              |

Euro používají i 4 evropské ministáty (Andorra, Monako, San Marino a Vatikán). Tyto státy používaly měny pevně spojené s měnami svých větších sousedů – vatikánská a sanmarinská lira po boku italské liry, monacký frank po boku francouzského franku. V Andoře se používaly de iure andorrské franky a pesety a čistě upomínkové dinery, ale jednalo se o bankovky a mince francouzského franku a španělské pesety.

## Fotogalerie

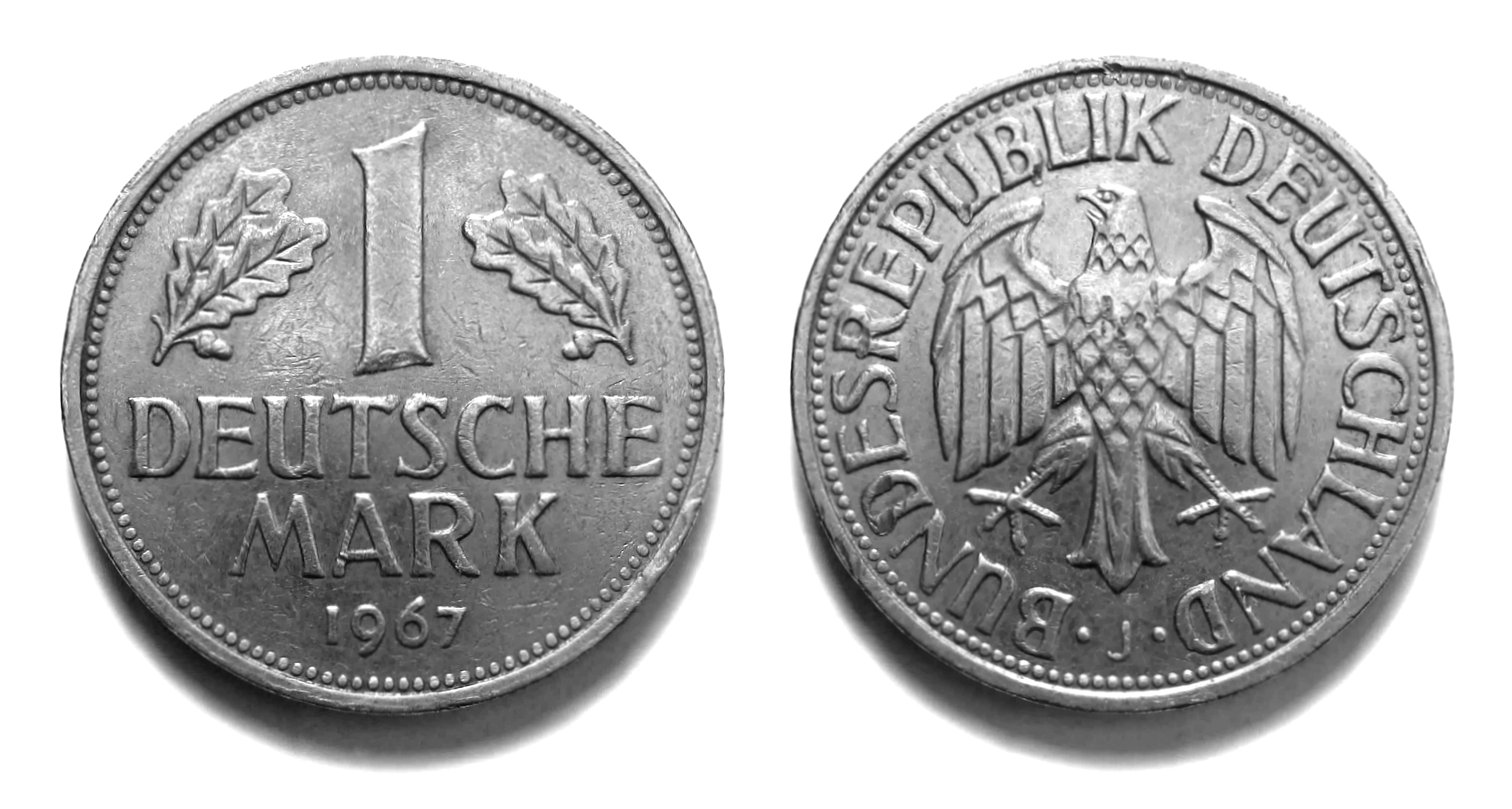
1 německá marka
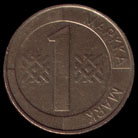
1 finská marka
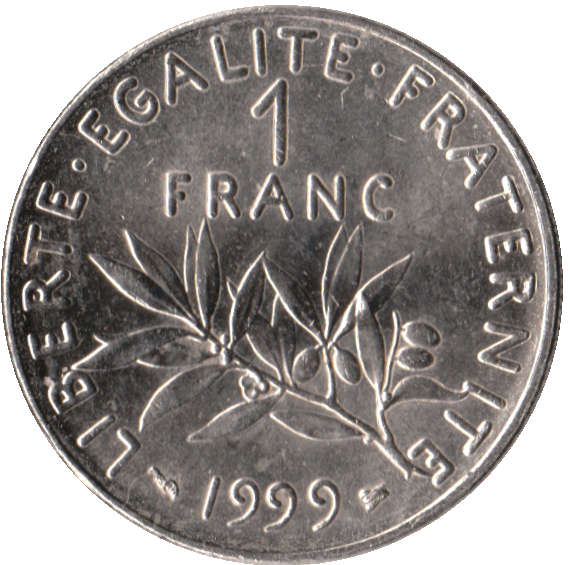
1 francouzský frank